# Psapharochrus paravetustus
Psapharochrus paravetustus là một loài bọ cánh cứng trong họ Cerambycidae.